# 認識論理
認識論理（にんしきろんり、英: Epistemic logic）は、様相論理の一種であり、知識についての推論を扱う。認識論は古代ギリシアにまで遡る哲学の主題の1つだが、認識論理は比較的最近のもので、哲学、理論計算機科学、人工知能、経済学、言語学など多数の分野に応用されている。アリストテレス以来、哲学者は様相論理を論じ、オッカムやドゥンス・スコトゥスがそれを発展させてきたが、認識論理を初めて体系的に定式化したのは C.I. Lewis であった（1912年）。その後発展していき、1963年にソール・クリプキによって今の形式が完成された。
1950年代には知識を扱う論理体系に関する論文が多数書かれたが、その元となったのは1951年に Georg Henrik von Wright が書いた論文 An Essay in Modal Logic である。1962年には、ヤーッコ・ヒンティッカの Knowledge and Belief が発表された。これは、知識の意味論を様相性で捉えることを示唆した最初の書籍である。これはそれまでの先人の築いたものの上に成り立っていたが、研究が本格化したのはこれ以降であった。例えばその後、認識論理に動的論理の考え方を導入することで公開的告知の論理 (public announcement logic) や product update logic が生まれ、会話における認識の微妙な点をモデル化しようとした。

## 標準可能世界モデル
知識をモデル化しようとする試みの多くは可能世界モデルに基づいている。そのためには、可能世界をエージェントの持つ知識と一致するものと一致しないものに分ける必要がある。本項目では論理に基づくアプローチを論じるが、もう1つ重要な手法として事象に基づくアプローチがある。その場合、事象は可能世界の集合であり、知識は事象に対する作用素である。2つのアプローチは戦略的には密接に関連するが、以下の2点が重要な違いとなっている。
- 論理に基づくアプローチを支える数学的モデルはクリプキ構造だが、事象に基づくアプローチの場合はオーマン構造が関連する。
- 事象に基づくアプローチでは論理式は全く使われないが、論理に基づくアプローチでは様相論理の体系を使う。

一般に論理に基づくアプローチは哲学・論理学・人工知能で使われ、事象に基づくアプローチはゲーム理論や数理経済学で使われる。論理に基づくアプローチでは、以下で示すように、統語論と意味論は様相論理の言語を使って構築される。

### 統語論
認識論理の基本の様相作用素は、通常 K と表記され、「-ということが既知である」、「-ということが認識論的に必須である」、「-でないということは既知のことと一致しない」と解釈される。知識を表現すべきエージェントが複数存在する場合、作用素に添え字を付与し（{\displaystyle {\mathit {K}}_{1}}、{\displaystyle {\mathit {K}}_{2}} など）、どのエージェントの知識を扱っているかを示す。したがって {\displaystyle K_{a}\varphi } は「エージェント {\displaystyle a} は {\displaystyle \varphi } ということを知っている」と解釈される。以上のように認識論理は、知識表現に適用される多重様相論理の一種である。{\displaystyle \Diamond } と {\displaystyle \Box } の関係のように K と双対をなす作用素には決まった表記法がないが、{\displaystyle \neg K_{a}\neg \varphi } で表され、「{\displaystyle a} は {\displaystyle \varphi } でないということを知らない」または「{\displaystyle a} は {\displaystyle \varphi } という可能性を保持する」と解釈される。「{\displaystyle a} は {\displaystyle \varphi } か否かを知らない」という文は {\displaystyle \neg K_{a}\varphi \land \neg K_{a}\neg \varphi } と表せる。
共有知識や分散知識を表現するには、さらに3種類の様相作用素を追加する。{\displaystyle {\mathit {E}}_{\mathit {G}}} は「グループ G に属する全エージェントが - を知っている」と解釈される。{\displaystyle {\mathit {C}}_{\mathit {G}}} は「- は G に属する全エージェントの共有知識である」と解釈される。{\displaystyle {\mathit {D}}_{\mathit {G}}} は「- は G に属する全エージェントの分散知識である」と解釈される。{\displaystyle \varphi } をこの言語における論理式としたとき、{\displaystyle {\mathit {E}}_{G}\varphi } と {\displaystyle {\mathit {C}}_{G}\varphi } と {\displaystyle {\mathit {D}}_{G}\varphi } もこの言語の論理式である。{\displaystyle {\mathit {K}}} の添え字はエージェントが1つしかない場合には省略できるが、同様に {\displaystyle {\mathit {E}}}、{\displaystyle {\mathit {C}}}、{\displaystyle {\mathit {D}}} についても、全エージェントの集合となる唯一のグループしかない場合には添え字を省略できる。

### 意味論
先述した通り、論理に基づくアプローチは可能世界モデルに基づいて構築され、その意味論はクリプキ構造またはクリプキモデルの中で明確な形式を与えられる。{\displaystyle \Phi } に対する n 個のエージェントについてのクリプキ構造 M はタプル {\displaystyle (S,\pi ,{\mathcal {K}}_{1},...,{\mathcal {K}}_{n})} で表され、ここでの S は「状態」または「可能世界」の空でない集合、{\displaystyle \pi } は「解釈」（S に属する各状態と {\displaystyle \Phi } に含まれる命題の真理値の対応）、{\displaystyle {\mathcal {K}}_{1},...,{\mathcal {K}}_{n}} は n 個のエージェントについての S 上の二項関係である。なお、様相作用素 {\displaystyle K_{i}} とアクセス可能性関係 {\displaystyle {\mathcal {K}}_{i}} は異なる概念である。
真理値を割り当てることで、命題 p がある状態で真か偽かを示す。したがって {\displaystyle \pi (s)(p)} により、モデル {\displaystyle {\mathcal {M}}} において s という状態での p の真理値がわかる。真理値は構造にのみ依存するのではなく、現在の世界にも依存する。ある世界で真とされていることが別の世界でも真とは限らない。ある世界で論理式 {\displaystyle \varphi } が真であることを示すには、{\displaystyle (M,s)\models \varphi } と記述し、「{\displaystyle \varphi } は (M,s) で真である」または「(M,s) は {\displaystyle \varphi } を満足する」などと解釈する。
二項関係 {\displaystyle {\mathcal {K}}_{i}} は、エージェント i がその事象が可能だと考える世界や状態を捉えることを意味しているので、それを「可能性」関係と考えることもできる。また {\displaystyle {\mathcal {K}}_{i}} は同値関係と考えることもでき、多くの応用ではそれが適切でもある。同値関係は反射的で対称的で推移的な二項関係である。アクセス可能性関係はそのような性質を持たないこともある。知識ではなく信念をモデル化する場合など、可能な選択が他にも確かに存在する。

## 知識の属性
{\displaystyle {\mathcal {K}}_{i}} を同値関係と仮定し、エージェントの理解が完璧だと仮定したとき、知識のいくつかの属性を導出できる。以下の属性は「S5属性」と呼ばれる。

### 周延公理
この公理は歴史的経緯から K と呼ばれている。認識論的に言えば、エージェントが {\displaystyle \varphi } を知っていて {\displaystyle \varphi \implies \psi } も知っているとき、そのエージェントは {\displaystyle \psi } も必ず知っているということになる。これを以下のように記述する。
{\displaystyle (K_{i}\varphi \land K_{i}(\varphi \implies \psi ))\implies K_{i}\psi }

### 知識一般化規則
{\displaystyle \varphi } が妥当なら {\displaystyle K_{i}\varphi } が成り立つという属性も導出できる。これは、{\displaystyle \varphi } が真なら、エージェント i が {\displaystyle \varphi } を知っているという意味ではない。これが意味するのは、{\displaystyle \varphi } がエージェントが考慮する全可能世界で真なら、そのエージェントは全可能世界で {\displaystyle \varphi } を知っているはずだということである。
もし {\displaystyle M\models \varphi } なら {\displaystyle M\models K_{i}\varphi }
ここで{\displaystyle M\models \varphi }は任意の{\displaystyle s\in S}について{\displaystyle (M,s)\models \varphi }となることを表す。

### 知識公理または真理公理
この公理は T と呼ばれている。すなわち、あるエージェントがある事実を知っているなら、その事実は真に違いないというものである。これは、知識と信念の大きな違いとされることが多い。偽である何かを信じることはできるが、偽である何かを「知る」ことはできない。
{\displaystyle K_{i}\varphi \implies \varphi }

### 正の内省公理
次の属性（負の内省公理）と共に、エージェントが自己の知識について内省を持つことを意味し、これらをそれぞれ 4 および 5 と呼ぶ。正の内省公理は KK 公理とも呼ばれ、エージェントは「自分が知っているということを知っている」(knows what they knows) ということを意味する。これまで挙げた公理に比べると自明ではなく、Timothy Williamson は著書 Knowledge and Its Limits の中でこれを公理に含めることに対して論駁している。
{\displaystyle K_{i}\varphi \implies K_{i}K_{i}\varphi }

### 負の内省公理
負の内省公理は、エージェントは「知らないということを知っている」ということを意味する。
{\displaystyle \neg K_{i}\varphi \implies K_{i}\neg K_{i}\varphi }

### 公理系
これら公理のどの部分を採用するかによって様々な様相論理が導出され、採用した重要な公理を表す記号を付与して呼ばれるのが一般的である。ただし、常にそう呼ばれるわけではない。KT45 は K, T, 4, 5 および知識一般化公理を組み合わせた様相論理を意味し、S5と呼ばれることが多い。このため、上述したようにこれらの知識の属性をS5属性と呼ぶ。
認識論理は知識だけでなく信念も扱う。この場合の基本の様相作用素は K ではなく B と記述される。ただし、信念では上述の知識公理は成り立たない（エージェントが信じることが真とは限らない）。そこで、これを以下の一貫性公理で置換するのが一般的で、この公理を D と称する。
{\displaystyle \neg B_{i}\bot }
これはすなわち、エージェントが矛盾することを信じない、または偽と判断されることを信じない、ということを意味する。S5 において T を D で置換した体系は KD45 となる。この場合、{\displaystyle {\mathcal {K}}_{i}} も異なる性質を持つ。例えば、あるエージェントが実際には真でないことを真であると「信じ」ている体系では、アクセス可能性関係は反射的でない。信念を扱う論理を信念論理（Doxastic logic）と呼ぶ。